# Agrotis marginalis
Agrotis marginalis là một loài bướm đêm trong họ Noctuidae.